# ساكيكو تاماغاوا
ساكيكو تاماغاوا (玉川砂記子 تاماغاوا ساكيكو) هي مؤدية أصوات يابانية ولدت في 20 يناير 1962 في طوكيو.

## أدوارها في الأنمي

### مسلسلات أنمي تلفزيونية
- المحقق كونان - أكيمي ميانو
- إيوريكا سفن - ديان ثرستون
- عدن الشرق - جويس
- البدلة المتنقلة جاندام 00 - والدة لويز هاليفي
- داركر ذان بلاك: جوزاء النيزك - أساكو ماكيميا
- هاجيمي نو إيبو - أيكو داتيه
- هاجيمي نو إيبو New Challenger - أيكو داتيه
- دي إن إنجل - إميكو نيوا
- دوت هاك أسطورة الشفق - كاموي
- أنت رهن الإعتقال - ناتسومي تسوجيموتو
- أنت رهن الاعتقال SECOND SEASON - ناتسومي تسوجيموتو
- إكس إكس إكس هوليك - مايوكو
- ذا بيغ أو - سيبيل روان
- تسوباسا كرونيكل - والدة كوروغاني
- فافنر في السماء الزرقاء - أيانو كوندو
- ديفل ماي كراي - سارا
- وورلد تريغر - كارون
- بوكيمون - ليزا
- السائق (1988) - جونكو كوموري

### أوفا أنمي
- تشيبي كارا ناجاي جو وورلد - زعيم الشر ساتان

### أفلام أنمي
- فيلم خيميائي الفولاذ: نجم ميلوس المقدس - ميراندا
- سمر وورز - ريكا جينّوتشي
- عدن الشرق: الفيلم الأول: The King of Eden - جويس
- عدن الشرق: الفيلم الثاني: Paradise Lost - جويس
- إيوريكا سفن: جيب مليء بأقواس قزح - نيرفاش، ذي إند
- 009 ري:سايبورغ - 001

## أدوارها في ألعاب الفيديو
- دوت هاك لينك - كاموي

## أدوارها في الدبلجة اليابانية
- داك المراوغ - ملكة الفضاء

## وصلات خارجية
- ساكيكو تاماغاوا على موقع IMDb (الإنجليزية)
- ساكيكو تاماغاوا على موقع ميوزك برينز (الإنجليزية)
- ساكيكو تاماغاوا على موقع ميوزك برينز (الإنجليزية)
- ساكيكو تاماغاوا على موقع ديسكوغز (الإنجليزية)
- ساكيكو تاماغاوا على موقع قاعدة بيانات الفيلم (الإنجليزية)
- ساكيكو تاماغاوا على موقع ANN person (الإنجليزية)